# Les Autels-Villevillon
 Les Autels-Villevillon  es una población y comuna francesa, en la región de  Centro, departamento de Eure y Loir, en el distrito de Nogent-le-Rotrou y cantón de Authon-du-Perche.

## Demografía
| 283 | 281 | 200 | 140 | 135 | 120 |
| Para los censos de 1962 a 1999 la población legal corresponde a la población sin duplicidades (Fuente: INSEE [Consultar]) |     |     |     |     |     |